# Waco, una pistola infallibile
Waco, una pistola infallibile (Waco) è un film del 1966 diretto da R.G. Springsteen.
È un film western statunitense con Howard Keel, Jane Russell e Brian Donlevy. È basato sul romanzo del 1961  Emporia di Harry Sanford e Max Lamb.

## Produzione
Il film, diretto da R.G. Springsteen su una sceneggiatura di Steve Fisher e un soggetto di Harry Sanford e Max Lamb (autori del romanzo), fu prodotto da A.C. Lyles tramite la A.C. Lyles Productions e girato nei Paramount Studios a Hollywood.

## Distribuzione
Il film fu distribuito con il titolo Waco negli Stati Uniti nel 1966 (première a Reno il 25 giugno 1966) al cinema dalla Paramount Pictures.
Altre distribuzioni:
- nel Regno Unito il 23 settembre 1966
- in Austria nel gennaio del 1967 (Wyoming-Bravados)
- in Germania Ovest il 20 gennaio 1967 (Wyoming-Bravados)
- in Danimarca l'8 maggio 1967 (Waco - kaldte de ham)
- in Finlandia il 19 maggio 1967 (Revolverimies Waco)
- in Svezia il 5 giugno 1967 (Hämnd! Hämnd! Hämnd!)
- in Italia (Waco, una pistola infallibile)
- in Brasile (Dilema de um Bandido)
- in Spagna (La fuerza de la ley)
- in Francia (La loi des hors-la-loi)
- in Grecia (Ta pistolia skoproun to thanato)
- in Jugoslavia (Revolveras Wako)

## Critica
Secondo Leonard Maltin il film è "solo per drogati del western" nonostante possa vantare un ottimo cast.

## Promozione
Le tagline sono:
- He Came to Steal a Town and Take a Woman
- HIS WOMEN - SULTRY! HIS CREED - VIOLENCE! HIS CAUSE - VENGEANCE!
- They let him out of jail - to kill for them!
- Wasn't a man between here and hell wanted to face him...gun to gun!